# Красное (село, Москва)
Красное — село в Троицком административном округе Москвы (до 1 июля 2012 года в составе Подольского района Московской области). Входит в состав поселения Краснопахорское.
Фактически село представляет собой одно целое с одноимённым посёлком Красное, но согласно ОКАТО, село и посёлок разделены на два отдельных населённых пункта.

## Население
| 1859 | 1926 | 2002 | 2006 | 2010 |
| ---- | ---- | ---- | ---- | ---- |
| 76   | ↘54  | ↗307 | ↗504 | ↘419 |

Согласно Всероссийской переписи, в 2002 году в селе проживало 307 человек (152 мужчины и 155 женщин). По данным на 2005 год в селе проживало 504 человека.

## География
Село Красное расположено примерно в 16 км к западу от центра города Подольска. Село стоит на реке Страдань рядом с местом её впадения в Пахру. В полутора километрах западнее села проходит Калужское шоссе. Ближайшие населённые пункты — деревни Страдань, Софьино и село Красная Пахра.

## История
В начале XVIII века село Красное (Пахово) было пожаловано имеретинскому царевичу Александру Арчиловичу.
В 1706—1709 гг. по обещанию своему сыну, находящемуся в шведском плену, царь Арчил II возводит церковь Иоанна Богослова и строит в усадьбе на высоком холме двор вотчинников.
После смерти царевича Александра в плену в 1711 году село перешло к его родной сестре, царевне Дарье Арчиловне, а от нее к дочери царевича Александра, Софье, бывшей замужем за князем Егором Леонтьевичем Дадиани.
На стыке XVIII—XIX веков село и усадьба Красное от рода князей Дадиани перешла к семье князя (в то время графа) Н. И. Салтыкова, на протяжении всего XIX века вплоть до 1913 года усадьбой владел род князей Салтыковых.

## Достопримечательности

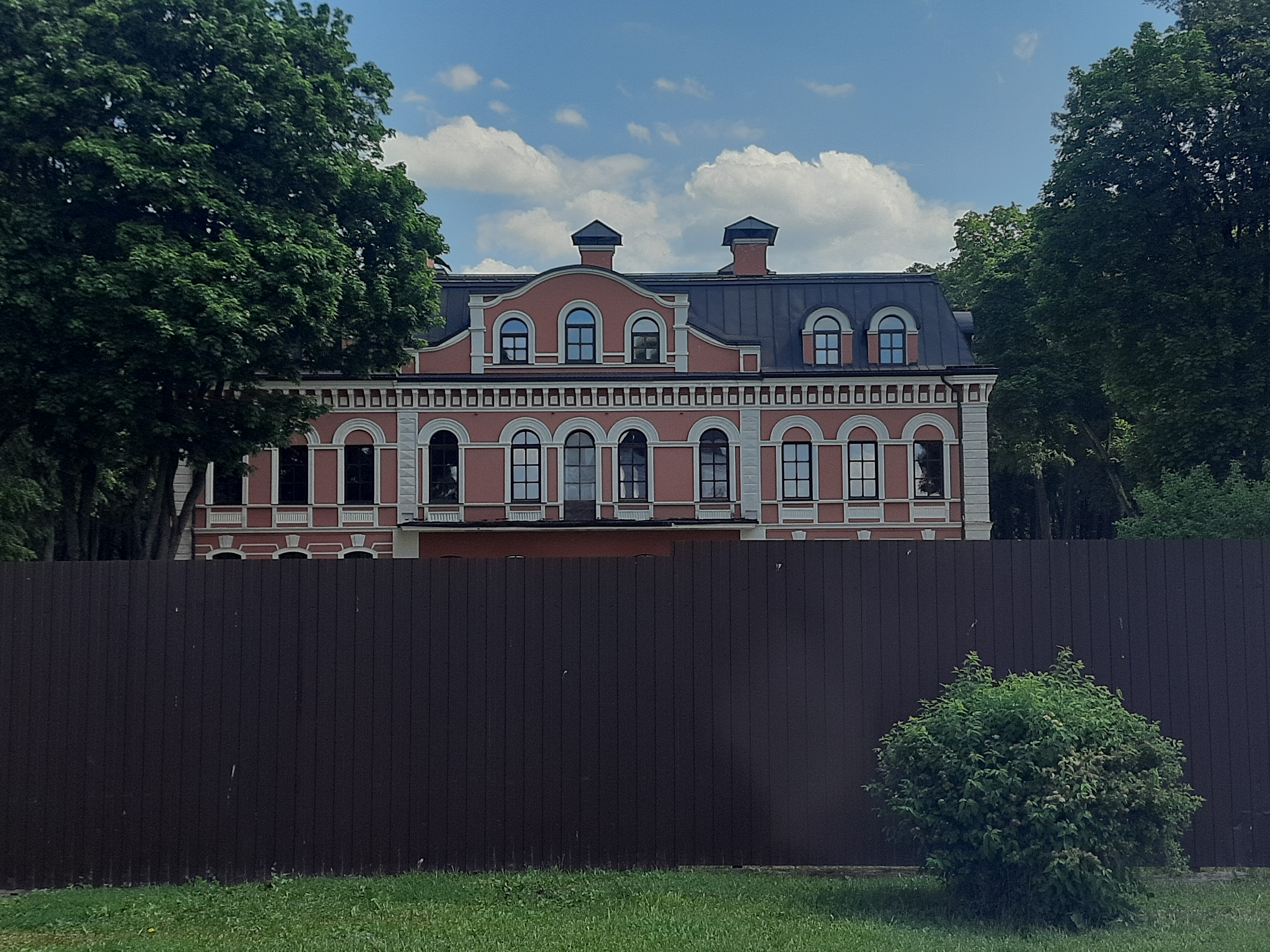
Усадьба Красное, фасад главного дома. 2024.

В селе расположена усадьба «Красное». Сохранился главный дом усадьбы, построенный в XVIII веке, флигель и регулярный парк. Комплекс усадьбы Красное является памятником архитектуры местного значения.
Рядом с усадьбой находится церковь Иоанна Богослова, построенная в начале XVIII века в стиле барокко. Храм относится к распространённому типу «восьмерик на четверике». После 1917 года церковь закрыли и использовали под хозяйственные нужды, но в 1991 году она была открыта и отреставрирована.
У восточной окраины села расположен земляной редут французской армии, сооружённый во время Отечественной войны 1812 года. В настоящее время он является памятником археологии. В сентябре 2022 года здесь был открыт мемориальный парк «Редут 1812 года».

## Образование
В селе Красное располагалась Красносельская школа-интернат для детей-сирот и детей, оставшихся без попечения родителей, которая в 2015 году была расформирована. На месте школы-интерната в настоящее время работает частная школа «Ника».

## Улицы
В селе Красное расположены следующие улицы и территории:
- Берёзовая улица
- Восточная улица
- Дальняя улица
- Лесной проезд
- Парковая улица
- Садовая улица
- Улица Строителей
- Улица Школа-интернат